# Teddy Tinmar
Teddy Tinmar (Bondy, 30 maggio 1987) è un velocista francese.

## Palmarès
| Anno | Manifestazione          | Sede   | Evento      | Risultato | Prestazione | Note |
| ---- | ----------------------- | ------ | ----------- | --------- | ----------- | ---- |
| 2009 | Europei under 23        | Kaunas | 100 m piani | 8º        | 10"58       |      |
| 2009 | Europei under 23        | Kaunas | 4x100 m     | Argento   | 39"26       |      |
| 2010 | Mondiali indoor         | Doha   | 60 m piani  | Batteria  | 6"88        |      |
| 2011 | Mondiali                | Taegu  | 4×100 m     | Argento   | 38"20       |      |
| 2013 | Giochi del Mediterraneo | Mersin | 200 m piani | Batteria  | 21"26       |      |
| 2014 | Europei                 | Zurigo | 4×100 m     | Bronzo    | 38"47       |      |
| 2015 | World Relays            | Nassau | 4×200 m     | Argento   | 1'21"49     |      |